# Polygala japonica
Polygala japonica är en jungfrulinsväxtart som beskrevs av Maarten Willem Houttuyn. Polygala japonica ingår i släktet jungfrulinssläktet, och familjen jungfrulinsväxter. Inga underarter finns listade i Catalogue of Life.

## Bildgalleri

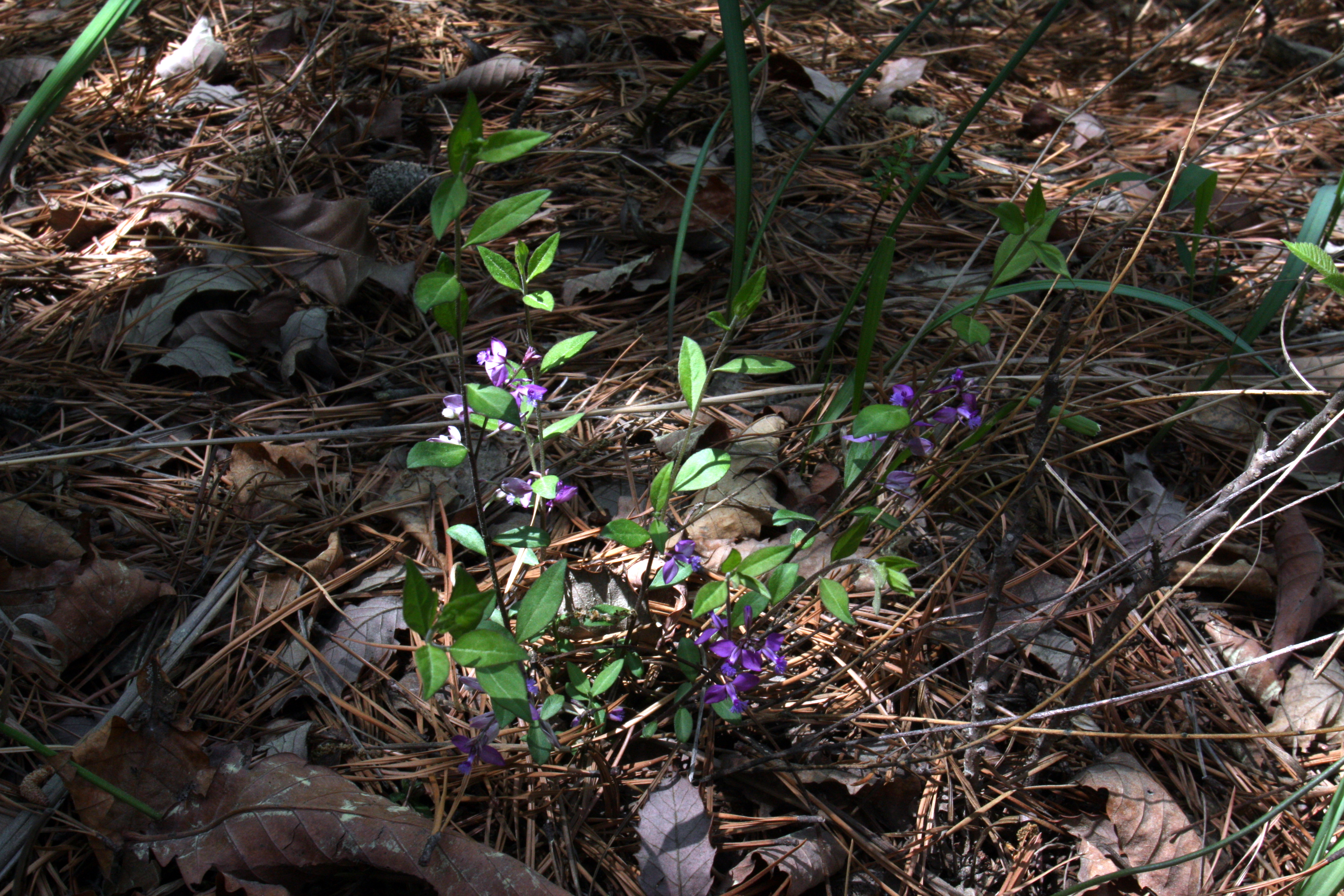
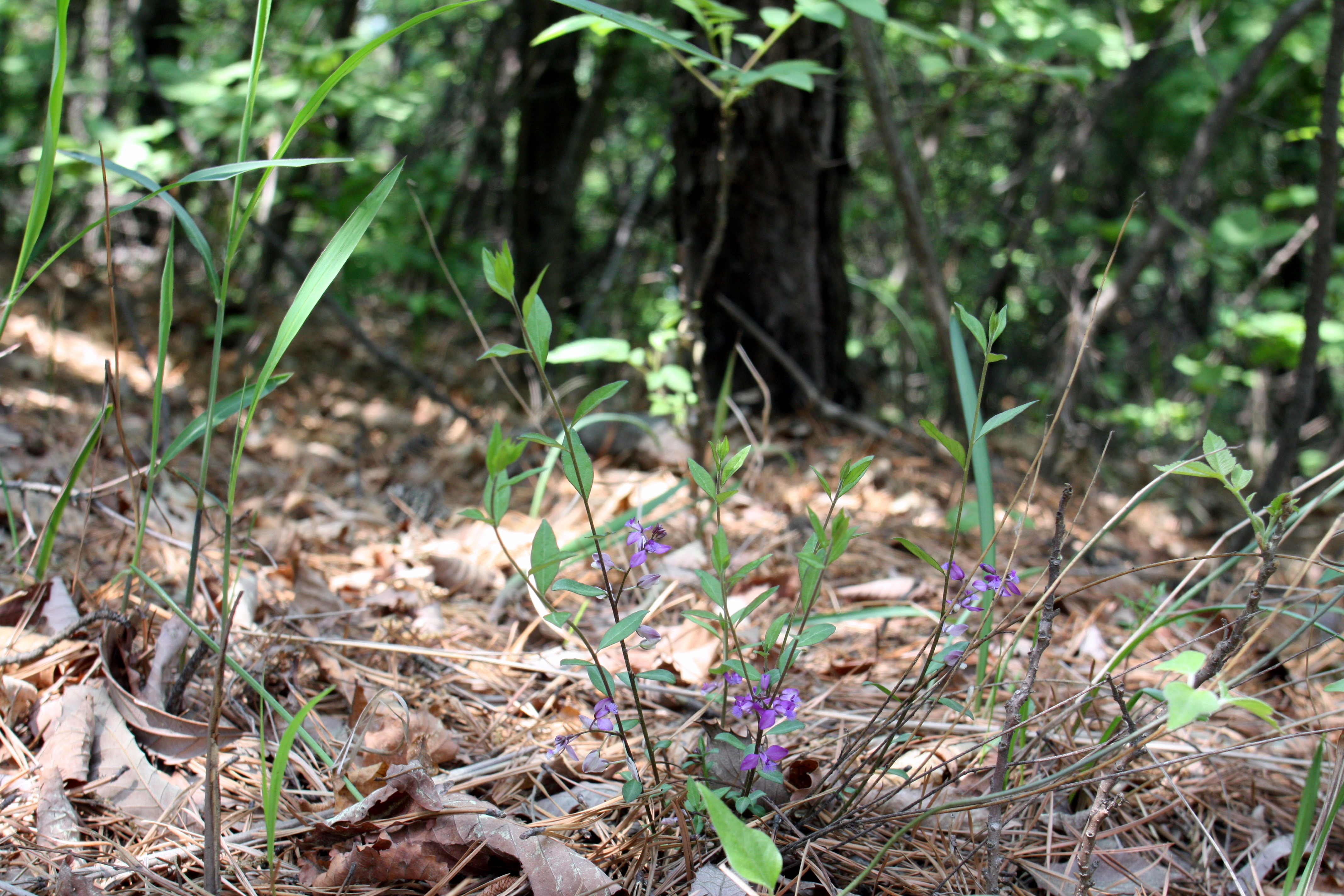
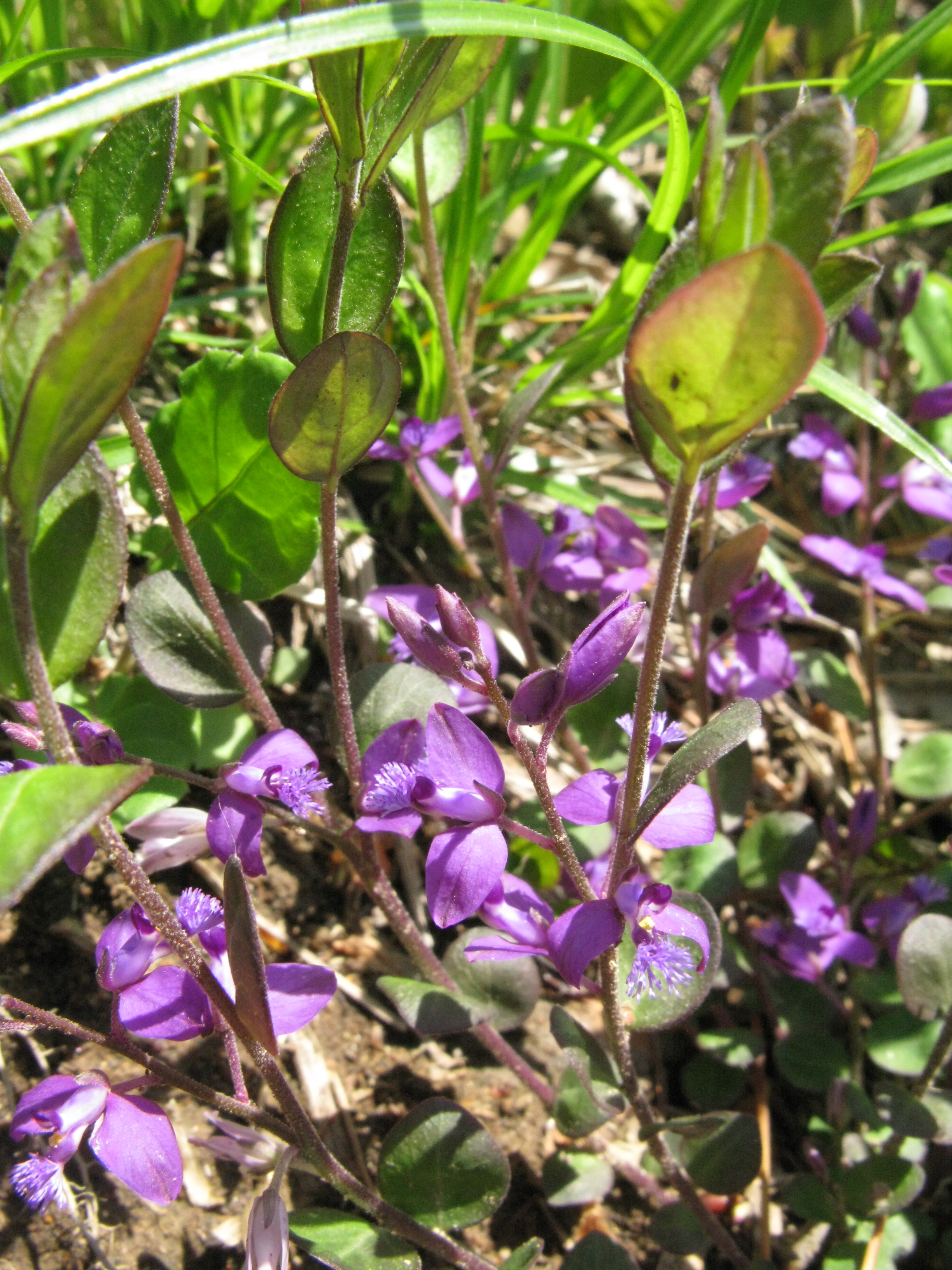
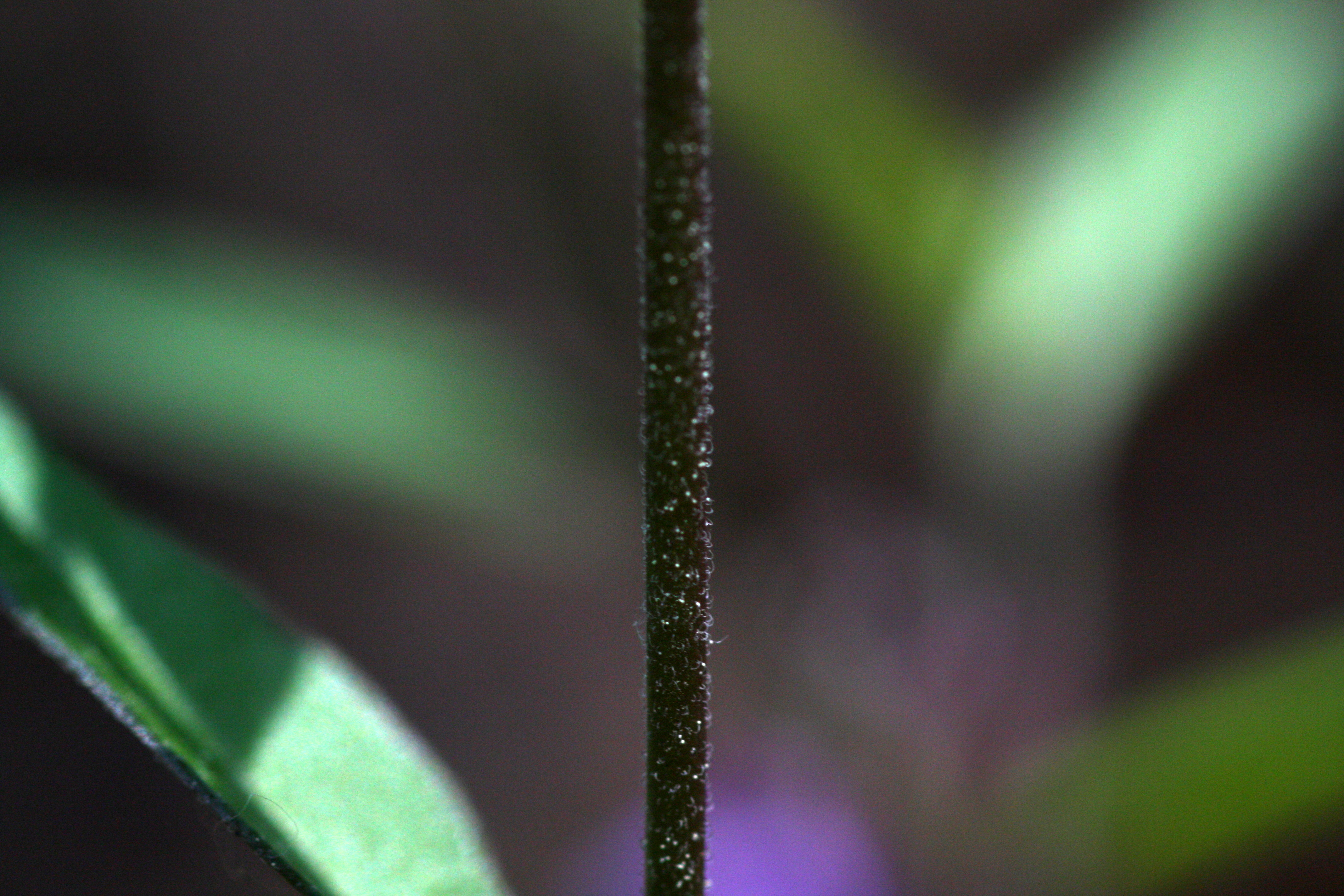
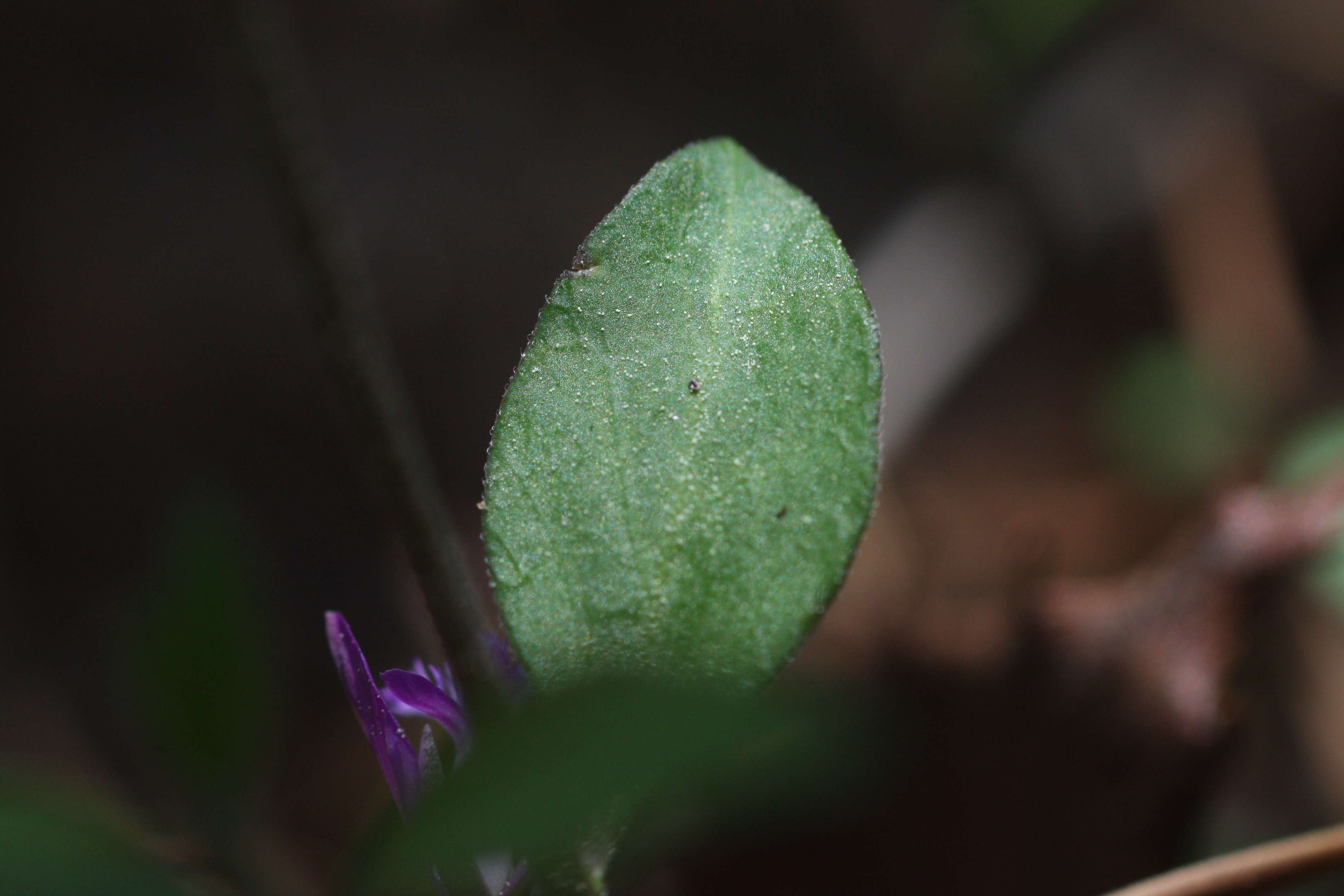
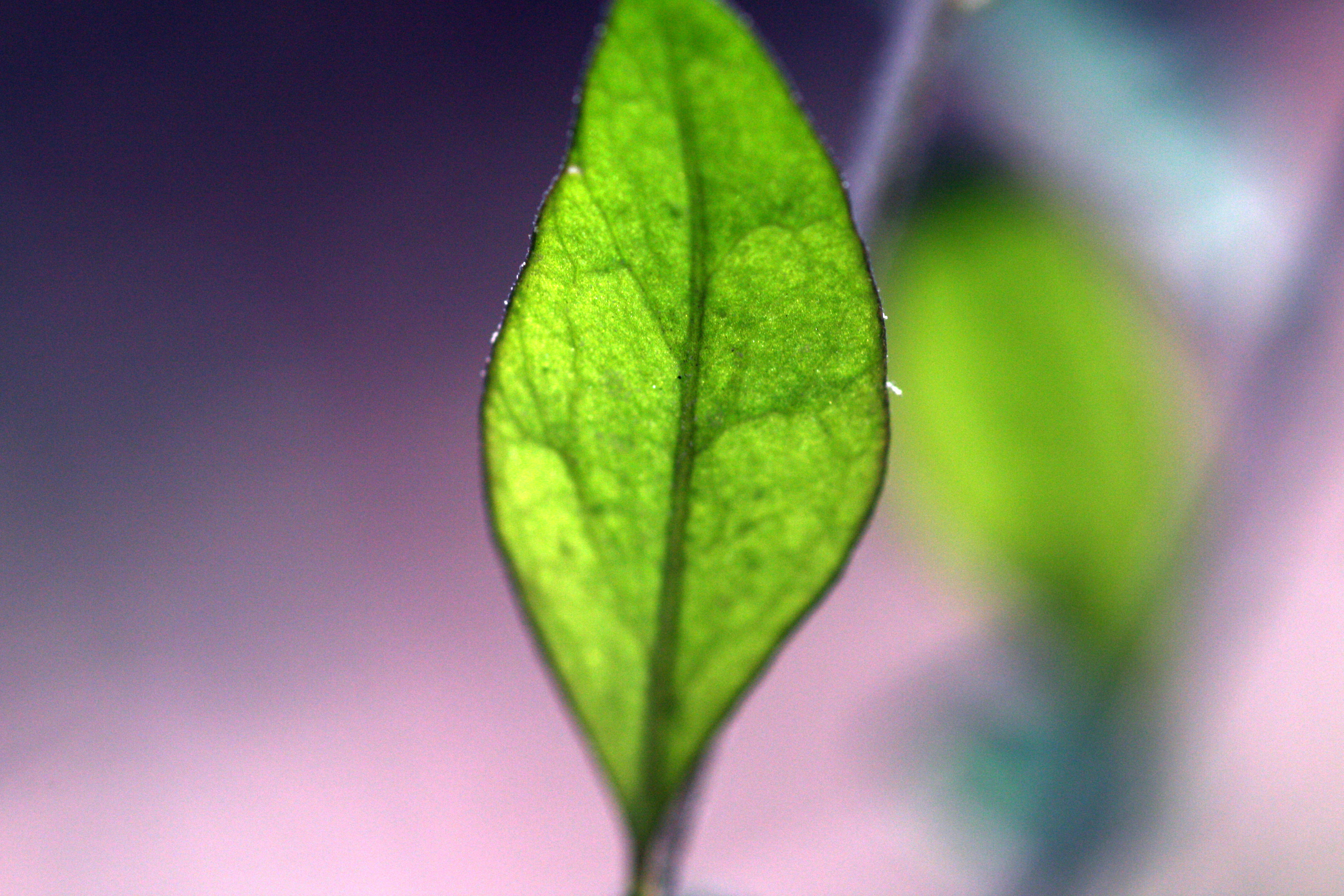